# Token-System
Token-System (vom englischen Token Economy, übersetzt etwa Münz-Eintausch- oder Münzverstärkungs-System) ist ein Verfahren der Verhaltenstherapie, das auf Konzepten der operanten Konditionierung beruht. Ziel eines Token-Systems ist der Aufbau erwünschten Verhaltens durch Verwendung systematischer Anreize. Synonym wird gelegentlich der Begriff Belohnungsplan verwendet.
Da natürliche Verstärker (Aktivitäten oder Dinge, die vom Betroffenen geschätzt oder gewünscht sind, z. B. eine Audio-CD, ein Gespräch mit der Therapeutin) in der Praxis häufig nicht unmittelbar zur Verfügung stehen, wenn das erwünschte Verhalten gezeigt wurde, werden in einem Token-System sog. „Tokens“ (engl. „Münzen“) zur zeitlich kontingenten Verstärkung des Zielverhaltens eingesetzt. Tokens werden also verwendet, um die zeitliche Verzögerung zwischen dem erwünschten Verhalten und der „eigentlichen“ (primären) Verstärkung zu überbrücken.
Ähnlich wie bei Geld handelt es sich bei einem Token um einen sog. generalisierten Verstärker, d. h. einen (konditionierten) sekundären Verstärker, der für eine ganze Klasse von Bedürfnissen wirksam werden kann. Ein Token ist somit einem echten Tauschmittel zur Erlangung des primären Verstärkers vergleichbar, funktioniert allerdings nur in seinem System (daher der Name). Als Tokens eingesetzt werden können z. B. Chips, Punkte, Smileys, Murmeln, Kredit in einem Kreditkartensystem, Scheckheftsystem etc. Diese Tokens kann der Betreffende später nach einem vorher festgelegten Plan eintauschen gegen den (begehrten) primären Verstärker.
Eingesetzt wird vor allem das Prinzip der positiven Verstärkung. Es ist jedoch auch möglich, beim Auftreten von unerwünschtem Verhalten bereits verfügbare Verstärker zu entziehen (Response-Cost). Hierbei sollte jedoch auf eine sinnvolle Balance zwischen Verstärkerverdienst und -verlust geachtet werden.

## Geschichte und Formen
Token-Systeme wurden zunächst in geschlossenen Institutionen eingeführt, etwa in Heimen oder manchen psychiatrischen Kliniken, in denen es darum ging, die Patienten oder Jugendlichen zu bestimmten Aktivitäten oder erwünschtem Verhalten zu motivieren. Ayllon und Azrin (1965) versuchten als erste, für eine ganze Station mit chronisch schizophrenen Langzeitpatienten ein Token-Programm aufzubauen.
Besondere Bedeutung haben Verstärkersysteme mit Tokens auch in der Behandlung bei Kindern mit ADHS (Aufmerksamkeits- und Hyperaktivitätsstörungen). Dabei werden mit den Kindern oder Jugendlichen positive Verhaltensweisen besprochen, die häufiger vorkommen sollen und durch Tokens verstärkt werden. In Form von Tages- oder Wochenplänen wird dies dann schrittweise geübt und so in die tägliche Routine übertragen. Als Token kommen hier oft kleine Steinchen aus dem Bastelbedarf zum Einsatz.
Ähnliche Verfahren finden Anwendung z. B. in der Raucherentwöhnung; beispielsweise: Für jeden Tag ohne Zigarette legt man eine Murmel in ein gut sichtbar aufgestelltes Gefäß; bei einem Tag mit Zigarette entnimmt man wieder zwei. Wenn 10 Murmeln gesammelt werden konnten, gönnt man sich einen Kinobesuch. Das System funktioniert in der Eigenanwendung natürlich nur, wenn man ohne 10 Murmeln nicht trotzdem einfach ins Kino geht. Ein Token-System funktioniert nur, wenn der gewünschte primäre Verstärker vom Patienten nicht anderweitig erlangt werden kann. Es ist deshalb notwendig, den Tagesablauf und die geltenden Regeln so anzupassen und einzuhalten, dass das System wirksam bleibt. Werden Tokens verwendet, die im Handel billig zu beschaffen sind (z. B. Schmucksteine oder Murmeln aus dem Bastelbedarf), muss zudem darauf geachtet werden, dass sie nicht vom Patienten selbst in großer Zahl besorgt werden können. Zur Kontrolle in offenen Heimen kann dazu seitens der Betreuer eine Statistik geführt werden.

## Therapie mit Token-Systemen
Ein Token-System unterscheidet sich maßgeblich von einem echten Geldsystem, unter anderem dadurch, dass die Zuerkennung der Tokens individuell an jeden einzelnen Teilnehmer angepasst werden muss, da jeder andere Zielsetzungen und Voraussetzungen mitbringt bzw. sich auf unterschiedlichen Stufen in der Verhaltenstherapie befindet. Eine Verhaltensleistung, die für einen Patienten belohnenswert ist, kann für einen anderen Patienten zum (nicht mehr belohnenswerten) Repertoire gehören. Auch die Einlösung der Tokens kann individuell gesteuert werden, denn jeder hat eigene Wünsche und Bedürfnisse, die er zu befriedigen wünscht. Eine allgemeine Belohnung, die nicht speziell auf die individuellen Bedürfnisse des Patienten abzielt, verfehlt oft ihre Wirkung.

### Therapieschritte
Die Therapieschritte können wie folgt ablaufen:
1. Das Zielverhalten muss präzise und verständlich definiert werden (Transparenz).
2. Möglichst viele wirksame Verstärker müssen bestimmt werden.
3. Es wird festgelegt,
  - was ein Token überhaupt ist,
  - welche Anzahl von Tokens bei der Verwirklichung des Zielverhaltens maximal verdient werden können,
  - wie sie zugeteilt werden,
  - wie sich der Token-Verdienst im Laufe der Verhaltensannäherung verändert und
  - wie viele Tokens bei Erreichen des Zielverhaltens erhalten werden.
4. Es muss genau festgelegt werden, wie viele Tokens notwendig sind, um die bereits oben angesprochenen verstärkenden Objekte zu bekommen oder bestimmte Aktivitäten ausführen zu dürfen (Belohnung). Der Verdienst und die Ausgabe der Tokens müssen in einem ausgewogenen Verhältnis zueinander stehen, da ja lediglich eine Umorganisation von Verstärkung in Bezug auf Verhalten erreicht werden soll.
5. Wenn das Zielverhalten aufgebaut ist, muss das Token-Programm ausgeblendet werden (fading out).

Während dieser Übergang in der Regel bei Einzelklienten keine Schwierigkeiten bereitet, sind schon so einige Gruppen-Token-Programme an diesem letzten Schritt gescheitert.

### Merkmale der Tokens
- Tokens sind allgemein wertarme kleine Gegenstände, die ihren Tauschwert ausschließlich im System erhalten, und nur dort können die (vorher vereinbarten) Verstärker eingeholt werden.
- Tokens sind innerhalb des Systems flexibel einsetzbar.
- Ihre Wirksamkeit bezieht sich auf die unterschiedlichsten Bedürfnisse, und dadurch kann eine Sättigung vermieden werden.
- Die Vergabe ist zeitlich unmittelbar auf das Verhalten möglich (wichtige Voraussetzung des operanten Konditionierens).
- Der Verstärker ist von der ausgebenden Person (z. B. dem Lehrer in der Schule, dem Therapeuten in der Therapie) unabhängig (im Extremfall ist die Ausgabe sogar durch einen Automaten möglich); auch zeitlich nicht unmittelbar ausführbare Verstärker können eingesetzt werden.

### Vorteile von Token-Systemen
Token-Systeme haben gegenüber Geld-Systemen viele Vorteile:
- Durch die oben beschriebenen Punkte der Vorbereitung können dem Klienten auch komplexere Situationen durchschaubar gemacht werden.
- Die Token-Vergabe hat Informationswert, indem sie den Fokus auf das gewünschte Verhalten lenkt.
- Durch die genauen Definitionen haben Lehrer, Erzieher und Pflegepersonal oft sehr präzise Handlungsanweisungen, wie sie auf das Verhalten von Klienten reagieren sollen.

In diesem letzten Punkt ist auch eine Gefahr gegeben: Ein großer Teil der Wirksamkeit eines Token-Programms lässt sich darauf zurückführen, dass die soziale Umwelt sich konsequent an Regeln hält. Inkonsequentes Verhalten ist auch ein Punkt, der solch ein Programm zum Scheitern verurteilen kann.

### Nachteile von Token-Systemen
10–20 % der Klienten sprechen nicht auf Token-Programme an. Es ist in den seltensten Fällen möglich, Patienten so zu selektieren, dass homogene behandelbare Gruppen entstehen. Weiterhin sind auch die räumliche Ausstattung und vor allem das Personal meistens nicht ausreichend.
Personal: In der Praxis hat sich gezeigt, dass bereits ein einziger Pfleger, der nicht hinter dem Programm steht und den Anweisungen mit Nachlässigkeit begegnet, z. B. um bei den Patienten ein höheres Ansehen zu gewinnen, das ganze Programm unterläuft und zum Scheitern bringen kann. Da eine in operanten Methoden geschulte und zur Zusammenarbeit motivierte Gruppe von Pflegepersonal notwendig ist (die auch über eine gewisse Zeit konstant bleiben sollte), scheitern viele Token-Programme am Personal.
Verantwortliche Psychologen: Die verantwortlichen Psychologen können den Fehler begehen, dass sie anfangs zwar mit großem Elan und Einsatz Personal schulen und die Organisation des Token-Systems aufbauen, sich dann jedoch zurückziehen und die Station eher im Sinne eines Managers betreuen. In der Alltagsroutine verfliegt der Elan des Pflegepersonals dann auch schnell, wenn sich der Psychologe nach einer Phase der direkten Bekräftigung und Stützung ohne allmähliches Ausblenden direkt aus dem Projekt zurückzieht.
Institution: Wenn sich andere für die Patienten mitverantwortliche Einheiten der Institution (z. B. Ärzte oder Werkstattleiter) dem Token-Programm widersetzen oder doch zumindest durch ihre Äußerungen und ihr Verhalten Patienten und vor allem auch das Pflegepersonal verunsichern und sich kontraproduktiv verhalten, scheitern viele Programme auch an diesem Punkt.
Außenwelt: Eine weitere mögliche Störquelle liegt im Verhalten von Freunden und Verwandten der Patienten, die häufig Dinge mit auf die Station bringen (eine DVD oder Süßigkeiten als Belohnung für das rege Durchhalten) und damit die Stationswährung unterlaufen und den Tokens somit ihre verstärkende Eigenschaft entziehen. Insbesondere bei der häufigen Mitgabe von Taschengeld verlieren die Tokens schnell an Wert.